# Tarfaja
Tarfaja (arabsky طرفاية, francouzsky Tarfaya) je město ležící v jihozápadním Maroku, s 5 615 obyvateli (2004). Náleží k regionu Al-´Ajún-Budždúr-Sakia al-Hamra. Leží u mysu Juby (arabsky رأس جوبي [Rā's Ŷubī], španělsky Cabo Juby, francouzsky Cap Jubi). V minulosti se město nazývalo Villa Bens.

## Dějiny
Město se vyvinulo z obchodní stanice Port Victoria, kterou založil v roce 1882 Skot Donald MacKenzie. Pod marockou suverenitu se navrátilo v roce 1895, kdy za něj sultán Mulaj Hasan zaplatil odstupné 50 000 liber. V roce 1916 guvernér španělské kolonie Rio de Oro Francisco Bens obsadil území Cabo Juby, na němž město leží, a přejmenoval ho po sobě na Villa Bens. Od té doby bylo hlavním městem tohoto protektorátu.
Od roku 1927 město bylo významnou leteckou základnou, kterou využívala především francouzská společnost Aéropostale zejména pro dopravu pošty do subsaharské Afriky, ale i Lufthansa pro své lety do Jižní Ameriky. S prodlužováním doletu letadel význam místního letiště postupně upadal. V roce 1958 po krátké válce se Španělskem získalo Maroko zpět svoje území včetně města.

## Hospodářství
Ve městě je přístav, především rybářský. Od roku 2007 je přístav spojen pravidelnou lodní linkou s městem Puerto del Rosario na Fuerteventuře, nejbližším z Kanárských ostrovů. Městem prochází státní silnice N1. Letiště není v provozu.

## Pamětihodnosti
- Casa Del Mar, opevnění postavené v roce 1889 společností North West African Company Imperial
- španělská vojenská pevnost El Cochina z roku 1928, která je 7 m vysoká a má 4 strážní věže, 3 brány, 2 letecké hangáry a sklady
- muzeum Antoina de Saint-Exupéry, který zde v letech 1927–1928 strávil 18 měsíců, kdy jako velitel eskadry vyjednával s místními kmeny a také zde napsal svoji první knihu Pošta na jih
- památník Saint-Exupérymu

## Galerie

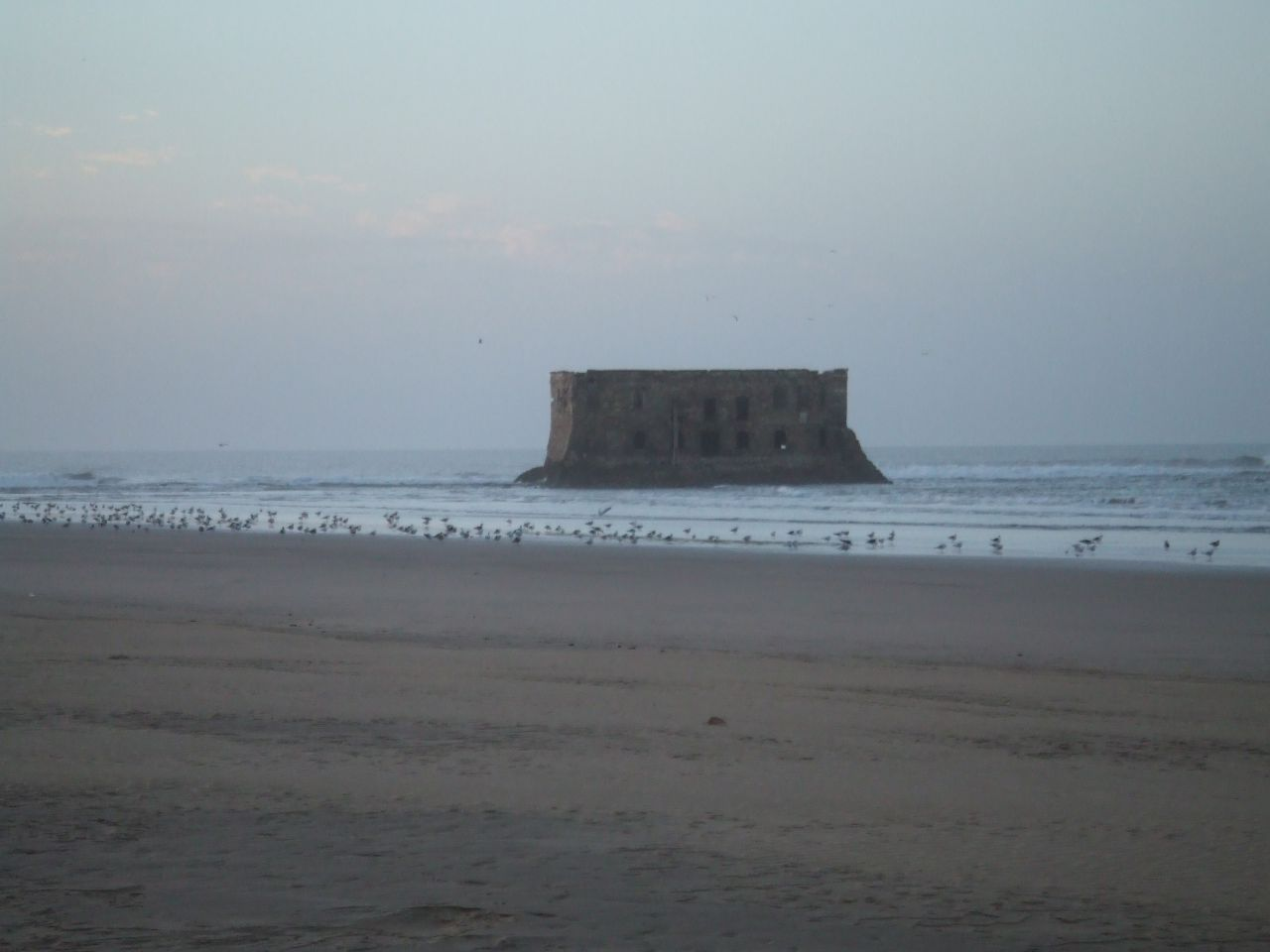
Casa Del Mar
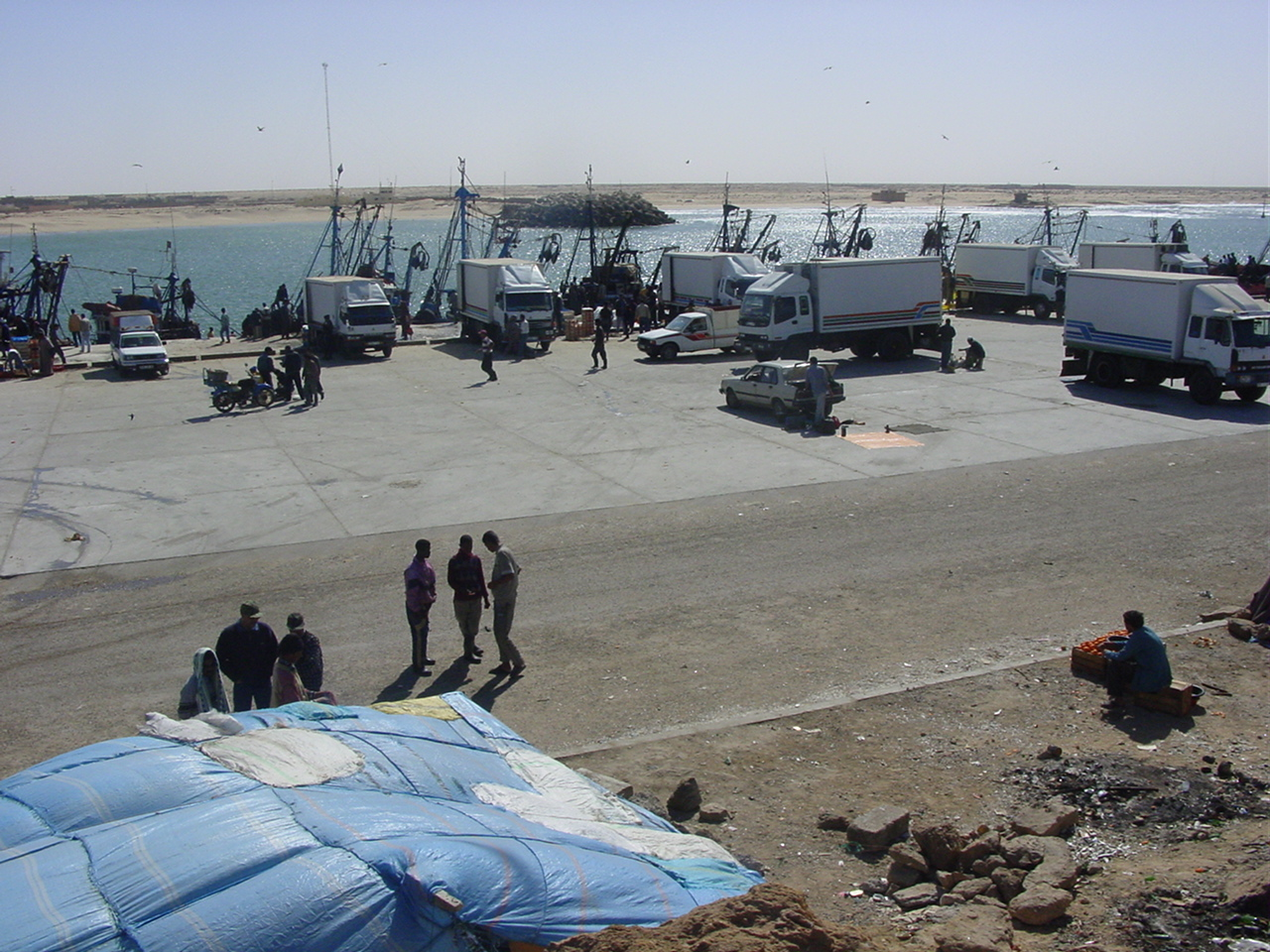
Rybářský přístav v roce 2002
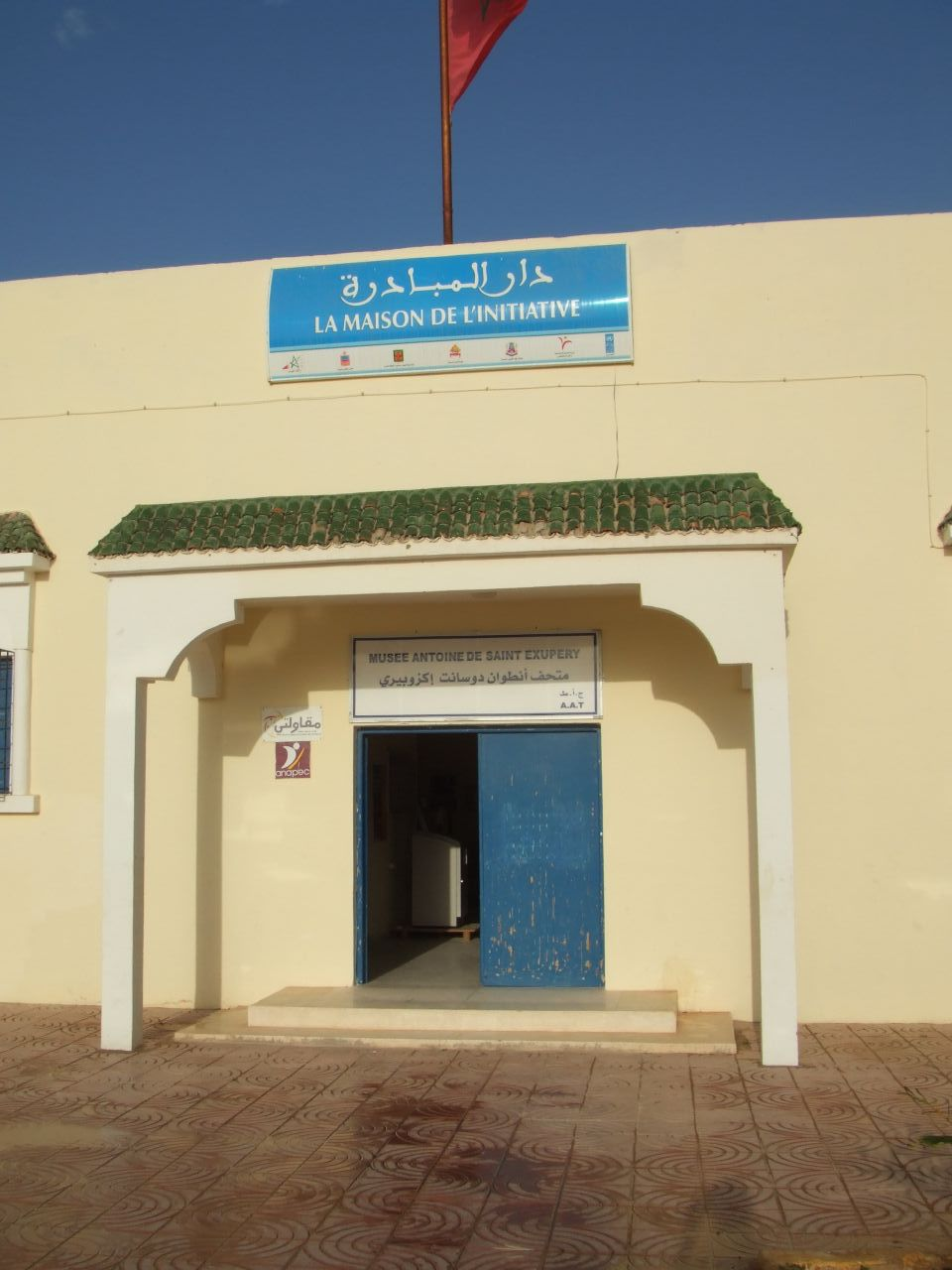
Muzeum Antoina de Saint Éxupéry
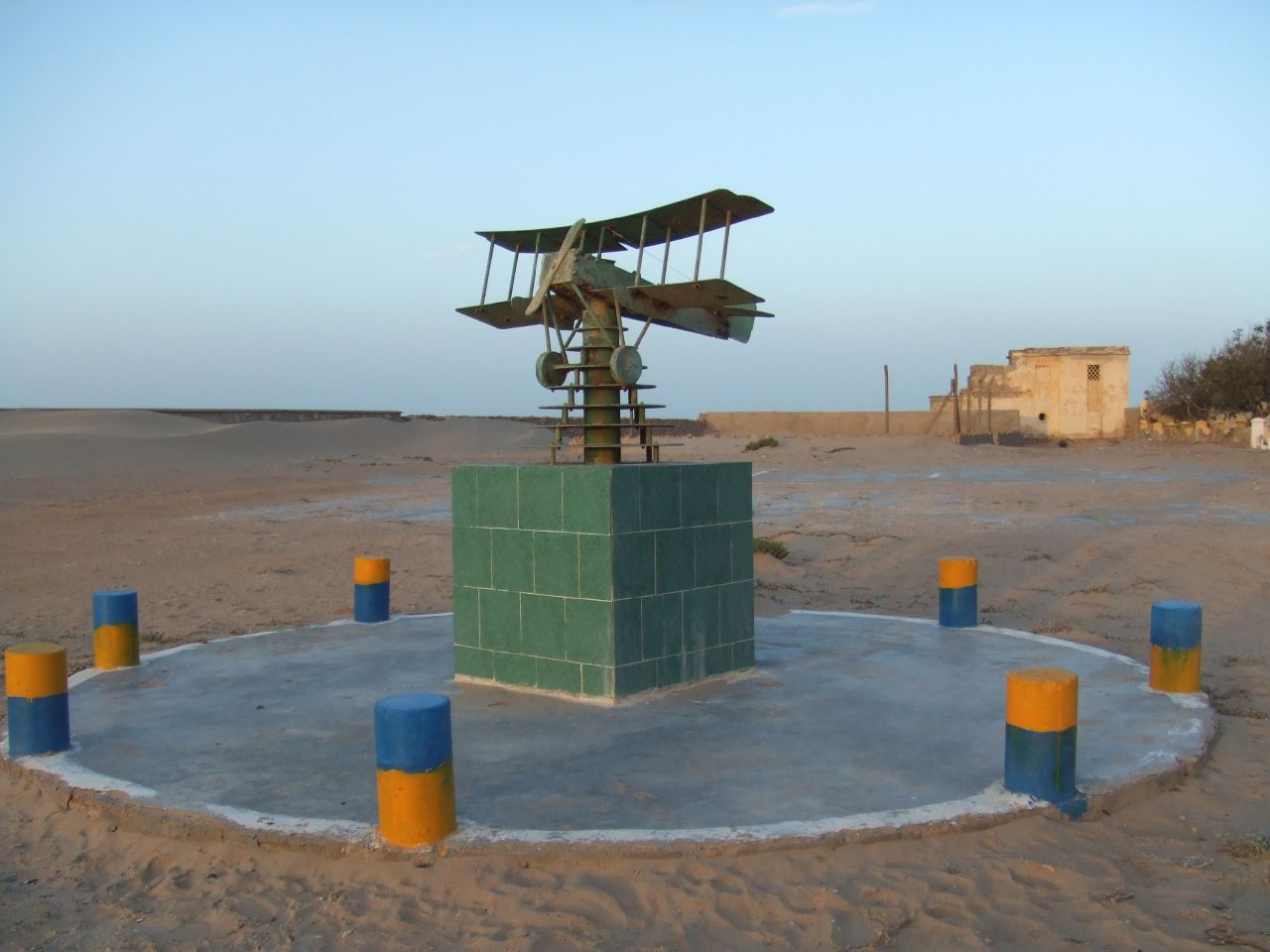
Památník Saint-Exupérymu